# The Redemption of Dave Darcey
The Redemption of Dave Darcey è un film muto del 1916 diretto da Paul Scardon.

## Produzione
Il film fu prodotto dalla Vitagraph Company of America.

## Distribuzione
Distribuito dalla V-L-S-E, il film uscì nelle sale cinematografiche statunitensi il 12 giugno 1916.